# Ortasarıbey, Karacabey
Ortasarıbey là một xã thuộc huyện Karacabey, tỉnh Bursa, Thổ Nhĩ Kỳ. Dân số thời điểm năm 2011 là 535 người.